# Jõe (Lääne-Saare)
Jõe – wieś w Estonii, w prowincji Saare, w gminie Kaarma. Pod koniec 2004 roku wieś zamieszkiwało 58 osób.